# Tamiops rodolphii
La ardilla listada de Rudolph (Tamiops rodolphii) es una especie de roedor de la familia Sciuridae.

## Distribución geográfica
Se encuentran en Camboya, sur de Laos, este-sudeste de Tailandia y sur de Vietnam.